# Aeroportul Internațional Seychelles
Aeroportul Internațional Seychelles (IATA: SEZ, ICAO: FSIA) este un aeroport din Seychelles ce deservește zona Victoria. Aeroportul a fost tranzitat în 2020 de 401.663 de pasageri. A fost deschis în 20 martie 1972.
Situat la o altitudine de 10 m, aeroportul dispune de 1 pistă.

## Infrastructură

### Piste
Aeroportul dispune de o singură pistă. Pista are orientarea 13/31.